# Municipio de Lakota
El municipio de Lakota (en inglés: Lakota Township) es un municipio ubicado en el condado de Nelson en el estado estadounidense de Dakota del Norte. En el año 2010 tenía una población de 50 habitantes y una densidad poblacional de 0,55 personas por km².

## Geografía
El municipio de Lakota se encuentra ubicado en las coordenadas 48°4′19″N 98°23′24″O / 48.07194, -98.39000. Según la Oficina del Censo de los Estados Unidos, el municipio tiene una superficie total de 90.86 km², de la cual 88,54 km² corresponden a tierra firme y (2,56 %) 2,32 km² es agua.

## Demografía
Según el censo de 2010, había 50 personas residiendo en el municipio de Lakota. La densidad de población era de 0,55 hab./km². De los 50 habitantes, el municipio de Lakota estaba compuesto por el 94 % blancos, el 2 % eran afroamericanos y el 4 % eran de una mezcla de razas. Del total de la población el 0 % eran hispanos o latinos de cualquier raza.